# シモーヌ・ド・ボーヴォワール賞
女性の自由のためのシモーヌ・ド・ボーヴォワール賞 (Prix Simone de Beauvoir pour la liberté des femmes; 通称「シモーヌ・ド・ボーヴォワール賞」は、2008年にシモーヌ・ド・ボーヴォワール (1908-1986) の生誕100年を記念してジュリア・クリステヴァによって創設された賞であり、毎年ボーヴォワールの生誕日の1月9日に、法律、労働、教育、研究、文学、社会活動などの分野において、女性の自由の擁護と促進のために、特に世界的な貢献をした個人、団体、作品、活動等に与えられる。

## 組織
キュルチュールフランス（アンスティチュ・フランセの前身）、国立図書センター、ガリマール出版社、パリ第7（パリ・ディドロ）大学の協賛による賞であり、ボーヴォワールの養女シルヴィー・ル・ボン・ド・ボーヴォワールが名誉会長を務めている。

### 歴代審査委員長
- 2008年 - 2011年: ジュリア・クリステヴァ
- 2012年 - 2016年: ジョジアーヌ・サヴィニョー（フランス語版）
- 2017年 - : シエム・アプシ（フランス語版）

審査員（2019現在）
- コンスタンス・ボルド（Constance Borde）
- ピエール・ブラ（Pierre Bras）
- ニコル・フェルナンデス・フェレール（Nicole Fernández Ferrer）
- マドレーヌ・ゴベイユ（フランス語版）
- シエム・アプシ
- リリアンヌ・カンデル（Liliane Kandel）
- サイム・ラアシェル（Smaïn Laacher）
- リリアンヌ・ラザール（Liliane Lazar）
- ラシダ・レマーティ（Rachida Lemmaghti）
- アネット・レヴィ＝ウィラール（Annette Lévy-Willard）
- シェイラ・マロヴァニー＝シュヴァリエ（Sheila Malovany-Chevallier）
- フランソワーズ・ピック（フランス語版）
- イヴェット・ルーディ
- アリス・シュヴァルツァー
- アンヌ・ゼレンスキー（フランス語版）

## 受賞者一覧
| 年                                                                                            | 受賞者 | 活動 |
| --------------------------------------------------------------------------------------------- | ------ | --- |
| 2008                                                                                          |        | タスリマ・ナスリン バングラデシュ の婦人科医、後に作家。イスラム教を冒涜する内容の小説を著したとしてイスラム過激派から死刑宣告（ファトワー）を受け、亡命生活を送っている。 |
| 2008                                                                                          |        | アヤーン・ヒルシ・アリ ソマリア アメリカ合衆国 オランダ ソマリア・モガディシュ生まれのオランダの元下院議員でイスラム世界における女性の扱いの低さを訴え、抑圧からの解放を解く。 |
| 2009                                                                                          |        | イラン「女性差別的な法令の撤廃を目指す100万人署名運動」 |
| 2010 艾暁明、郭建梅 中華人民共和国 ― 「中国における女性の権利のために闘う活動家」として受賞。 |        | |
| 2010                                                                                          |        | 艾暁明 (Ai Xiaoming) ― 中国の映画監督、政治活動家、中山大学中国語・中国文学教授（女性問題・社会問題専門） |
| 2010                                                                                          |        | 郭建梅 (Guo Jianmei) ― 中国の弁護士、人権活動家。非政府組織「女性法学・法的支援センター」所長。翌2011年には国際勇気ある女性賞を受賞した。 |
| 2011                                                                                          |        | リュドミラ・ウリツカヤ ロシア の小説家。ソ連時代の国家的問題や社会現象を背景に、市井の人々の日常を描いた『ソーネチカ』、『女が嘘をつくとき』など多数の著書を発表し、日本語を含む十数か国語に翻訳されている。 |
| 2012                                                                                          |        | チュニジア民主女性協会 チュニジア 1989年設立。2011年にチュニジアで起こった民主化運動「ジャスミン革命」で重要な役割を担った。 |
| 2013                                                                                          |        | マララ・ユスフザイ パキスタン パキスタンのフェミニスト・人権運動家。翌2014年には17歳でノーベル平和賞を受賞。 |
| 2014                                                                                          |        | ミシェル・ペロー フランス フランスにおける女性史研究の第一人者。『女の歴史』全5巻を監修。著書『歴史の沈黙 ― 語られなかった女たちの記録』、『フランス現代史のなかの女たち』などを著した。 |
| 2015                                                                                          |        | ワシントンD.C.の国立女性美術館 アメリカ合衆国 1981年設立。女性の芸術作品を紹介する世界で唯一の大規模な美術館。 |
| 2016                                                                                          |        | ジュジ・ニコリーニ イタリア ランペドゥーサ市長。ランペドゥーサ島の難民支援に対して。 |
| 2017                                                                                          |        | バーバラ・ノヴァツカ ポーランド の政治家。ポーランドの中絶権擁護団体「女性を救おう」代表。 |
| 2018                                                                                          |        | アスル・エルドアン トルコ トルコの作家、ジャーナリスト、人権（特に女性の権利）擁護活動家。2016年トルコクーデター未遂事件鎮圧後のエルドアン政権による粛清で、少数民族クルド人を支持し、テロの扇動をしたという理由で収監されたたという理由で反体制派の新聞の記者らと共に逮捕された。条件付き釈放後、ドイツに亡命。2000年、国際ペンクラブの獄中作家委員会のトルコ代表を務めた。 |
| 2019                                                                                          |        | サラ・ガルシア・グロス エルサルバドル エルサルバドルの人権活動家。ラテンアメリカにおける人工妊娠中絶権のための闘いに対して。 |